# Let It Snow
Let It Snow es una película de comedia romántica navideña estadounidense dirigida por Luke Snellin a partir de un guion de Kay Cannon, Victoria Strouse y Laura Solon, basada en la novela del mismo nombre de Maureen Johnson, John Green y Lauren Myracle. Isabelle Nuru Dayne se desempeñó como productora ejecutiva.

## Reparto
- Isabela Moner como Julie Reyes, quien ha sido aceptada en la Universidad de Columbia pero no está segura de poder dejar a su madre enferma para ir a la universidad.
- Shameik Moore como Stuart Bale, una estrella del pop que pasa por la ciudad.
- Kiernan Shipka como Duque. Su verdadero nombre es Angie.
- Mitchell Hope como Tobin, que está secretamente enamorado de su mejor amiga, Duque.
- Liv Hewson como Dorrie, una empleada del pueblo local de Waffle que está enamorada de Kerry.
- Anna Akana como Kerry, una animadora que frecuenta Waffle Town y el interés amoroso de Dorrie.
- Odeya Rush como Addie, la mejor amiga de Dorrie que es paranoica acerca de que su novio la engañará
- Mason Gooding como Jeb, el novio de Addie.
- Jacob Batalon como Keon, el compañero de trabajo de Dorrie que espera organizar una fiesta en su lugar de trabajo durante la tormenta de nieve.
- Joan Cusack como Tin Foil Woman.
- Miles Robbins como Billy, un empleado de Waffle Town.
- Matthew Noszka como JP, el amigo de Duque que está en la universidad.
- Andrea de Oliveira como Debbie, la madre de Julie.
- Victor Rivers como el abuelo de Julie y padre de Debbie.
- D'Arcy Carden como Kira, la publicista de Stuart.

## Producción
En septiembre de 2014, universal obtuvo los derechos para de la novela Let It Snow: Three Holiday Romances de Maureen Johnson, John Green, y Lauren Myracle. En marzo de 2016, Luke Snellin fue anunciado como el director de la película. En diciembre de 2018, se anunció que Netflix lanzaría la película con la producción de ellos y comenzará en 2019. En enero de 2019, Kiernan Shipka, Isabela Moner, Shameik Moore y Odeya Rush fueron anunciados como protagonistas, y Jacob Batalon, Miles Robbins, Mitchell Hope, Liv Hewson, Anna Akana y Joan Cusack también se unieron al elenco de la película.

### Rodaje
El rodaje comenzó en febrero de 2019 en Toronto y Millbrook, Ontario.

## Estreno
Fue estrenada el 8 de noviembre de 2019.